# مؤامرات هجمات عيد الألفية 2000

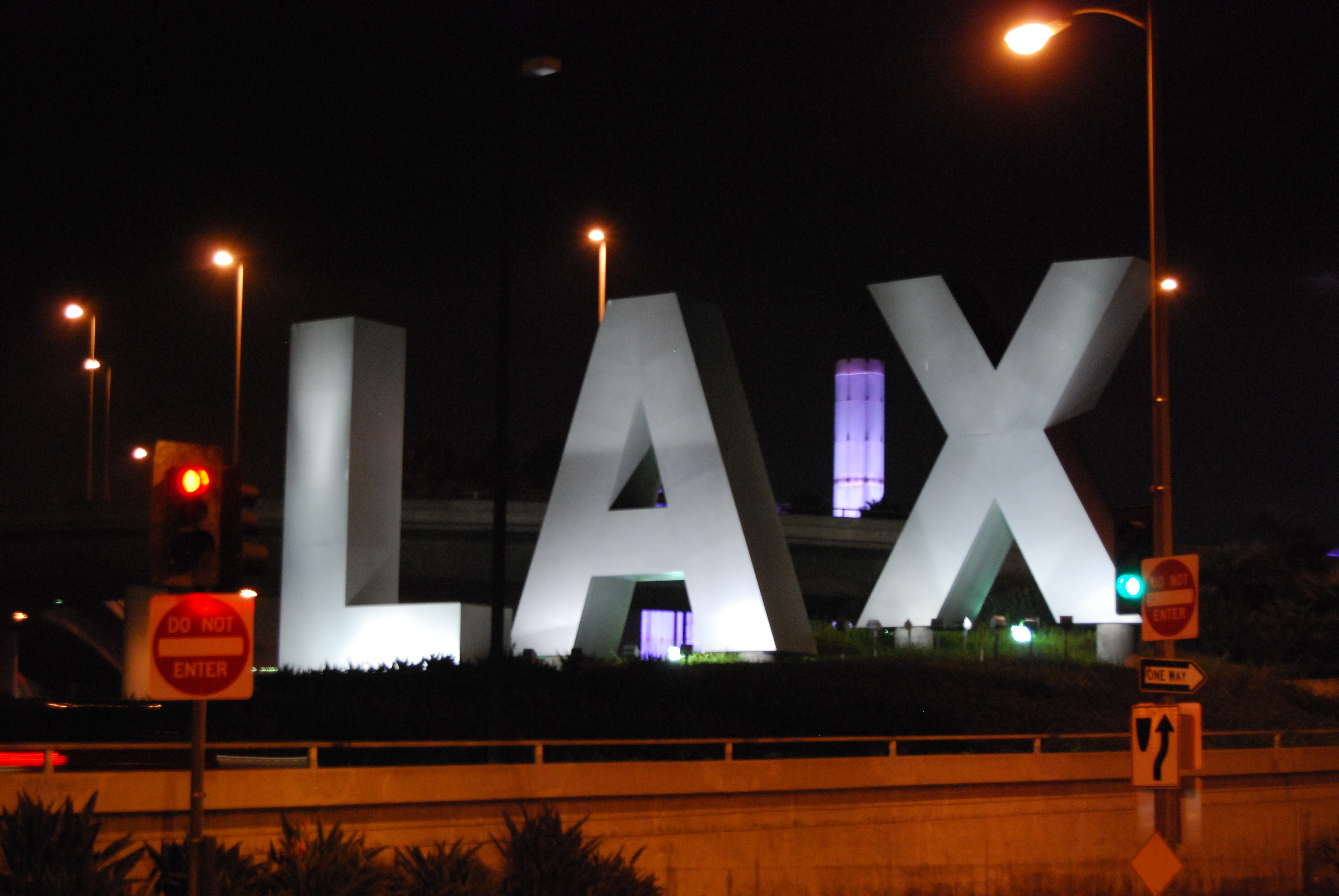
مطار لوس أنجلوس الدولي كان هدفا لهذه المؤامرات.

في 1 يناير 2000 أو بالقرب منه، كان من المقرر تنفيذ سلسلة من الهجمات الإرهابية المرتبطة بتنظيم القاعدة في سياق أحتفالات الألفية، بما في ذلك عمليات تفجير تستهدف أربعة مواقع سياحية في الأردن، وضد مطار لوس أنجلوس الدولي والمدمرة يو إس إس سوليفانز، واختطاف طائرة الخطوط الجوية الهندية الرحلة 814. وفي لبنان، قتل العشرات في اشتباكات في قضاء الضنية بين إسلاميين متطرفين لهم صلة بمؤامرات الأردن و‌الجيش اللبناني. وكانت أجهزة تطبيق القانون قد أحبطت المؤامرات في الأردن ومطار لوس أنجلوس الدولي، في حين فشلت محاولة تفجير المدمرة سوليفانز فقط لأن المركب الذي امتلأ بالمتفجرات غرق قبل أن يفجر. وقد أدى الكشف عن المؤامرة المرتبطة بمفجر الألفية في مطار لوس أنجلوس أحمد رسام إلى تحقيق غير مسبوق في خلايا إرهابية أخرى محتملة في الولايات المتحدة أطلق عليها اسم عملية "Borderbom" والتدابير الأمنية حول احتفالات الألفية. ومن المحتمل أن تكون قد خططت أو أحبطت مخططات أخرى مرتبطة بتنظيم القاعدة في عيد الألفية في نفس الوقت تقريبا.

## مؤامرات هجمات الألفية

### مخططات تفجيرات في الأردن
وفي الأردن، خطط أعضاء في تنظيم القاعدة الإرهابي لتفجير أربعة مواقع: فندق راديسون محجوز بالكامل في عمان بالأردن؛ والحدود بين الأردن و‌إسرائيل؛ جبل نيبو، موقع مقدس مسيحي؛ وموقع على نهر الأردن يقال أن يوحنا المعمدان عمّد يسوع. وقد تم اختيار هذه المواقع لاستهداف السياح من الولايات المتحدة وإسرائيل. وكان أكثر المشاركين نشاطا سائق سيارة أجرة من بوسطن يدعى رائد حجازي.
وفي 30 نوفمبر 1999، اعترضت الاستخبارات الأردنية مكالمة بين المواطن السعودي أبو زبيدة، قائد المخطط، وخضر أبو هوشر، وهو فلسطيني مسلح. وقال أبو زبيدة في حديثه «لقد انتهى وقت التدريب». واعتقلت الشرطة الأردنية أبو هوشر و15 آخرين في 12 ديسمبر 1999 بعد ان شعرت ان الهجوم وشيك.
وقامت السلطات بمحاكمة ثمانية وعشرين مشتبها بهم. وسرعان ما وجد 22 منهم مذنبين. وقد حكم على ستة منهم، يعتقد أنهم على صلة ب‍أسامة بن لادن، ومن بينهم حجازي، ب‍الإعدام. وحكم على أبو زبيدة بالإعدام غيابيا. وفي عام 2002، حكم غيابيا على لؤي سكرا و‌أبو مصعب الزرقاوي لدورهما في المؤامرة التي شملت استخدام الغاز السام أثناء التفجير.

### مؤامرة تفجير مطار لوس أنجلوس الدولي

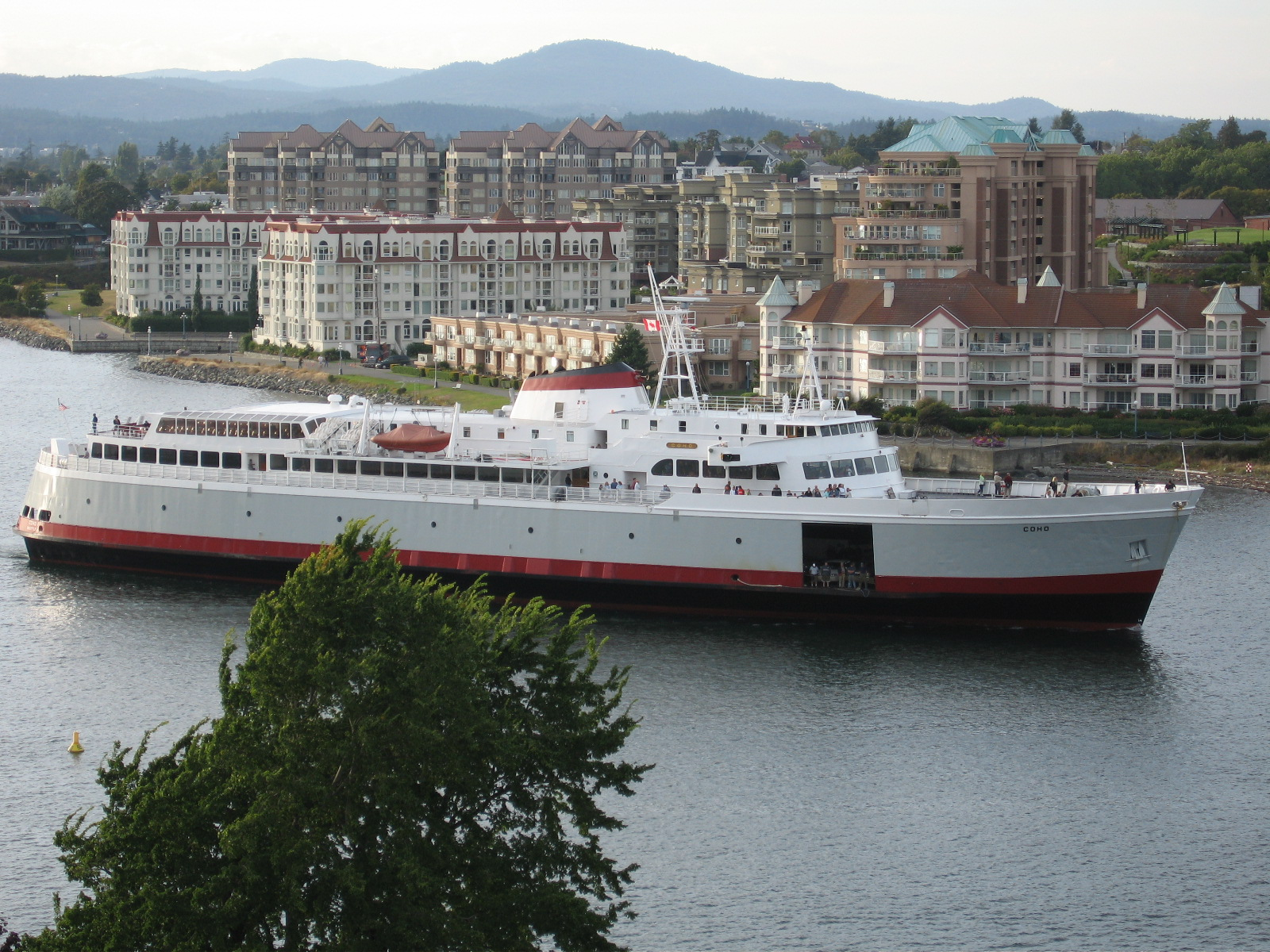
تم اعتقال رسام على متن العبارة إم في كوهو أثناء محاولته العبور إلى الولايات المتحدة في بورت أنجلوس.

اعترف احمد رسام، وهو مواطن جزائري يعيش في مونتريال ب‍كندا، بعد إستجوابه بانه خطط لتفجير مطار لوس انجلوس الدولى ليلة رأس السنة. وقد القت القبض عليه ديانا دين ضابط حماية الحدود والجمارك الأمريكية في ب‍بورت أنجلوس ب‍واشنطن وهو ميناء دخول أمريكي في 14 ديسمبر 1999. وعثر مسؤولو الجمارك على مخبأ للمتفجرات كان من الممكن أن ينتج «انفجارا أكبر أربعين مرة من انفجار سيارة مفخخة مدمرة» وأربعة أجهزة توقيت مخبأة في ثنايا العجلة الاحتياطية في صندوق السيارة المستأجرة التي كان قد سافر إليها من كندا. وأكد رسام في وقت لاحق أن أبو زبيدة هو الذي سهل المخطط وكان معروفا لدى بن لادن.
وأجرى مكتب التحقيقات الفيدرالي (اف بي آي) مقابلات من باب إلى باب مع ما يصل إلى 50 شخصا في جميع أنحاء البلاد، وأجرى "عشرات الاعتقالات" كجزء من التحقيقات في أفراد آخرين محتملين لهم صلة بالقضية، وتفيد التقارير بأنه "أستجوب مئات المسلمين من لوس أنجلوس إلى بوسطن، وقام بالتنصت على مئات المحادثات، ووضع مئات الأفراد تحت المراقبة". واعتقل عبد الغني مسكيني، وهو مجرم معروف في بروكلين، نيويورك في 30 ديسمبر على يد فرقة العمل المشتركة لمكافحة الإرهاب لصلاته برسام. وفي نيويورك وبوسطن القى مكتب التحقيقات الفيدرالي القبض على تسعة جزائريين آخرين لهم علاقة بمسكيني كجزء من أكبر عملية لمكافحة الإرهاب تجرى في الولايات المتحدة والتي يطلق عليها اسم عملية "Borderbom". وقد واجه معظم هؤلاء، بمن فيهم مسكيني، تهم بسيطة بعد عدم إثبات وجود صلة هامة بالإرهاب، على الرغم من أن عبد المجيد دحومان، وهو شريك رئيسي في صنع القنابل، قد فر من البلاد. ومن بين الأهداف الأخرى المشتبه فيها التي زعمت مصادر وكالة الاستخبارات المركزية (سي آي إيه) أن إبرة سياتل للفضاء و‌ديزني لاند، كاليفورنيا، حيث تم العثور على خرائط بها دوائر حول ثلاثة مطارات في كاليفورنيا، لوس أنجلس إنترناشيونال، لونغ بيتش وأونتاريو، فضلا عن خرائط لها صلة بمبنى ترانسأمريكا التاريخي في سان فرانسيسكو وإبرة سياتل للفضاء".
وبدأ رسام التعاون مع المحققين في عام 2001. وحكم عليه في البداية بالسجن لمدة 22 عاما، ولكن في عام 2010، نقضت محكمة الاستئناف القضية وأعادت النظر فيها استنادا إلى أخطاء إجرائية وأوصت بتمديد فترة حكمه. وأعيد الحكم عليه بالسجن لمدة 37 عاما في عام 2012. وحكم على مختار هواري، جزائري كندي آخر، بالسجن 24 عاما بتهمة مساعدة رسام في المخطط. وقد أتهم أبو دوحة بالتآمر، ولكنه رفض تسليمه من المملكة المتحدة.

### إختطاف طائرة الخطوط الجوية الهندية الرحلة 814
وكانت الرحلة 814 للخطوط الجوية الهندية التي كانت في طريقها من نيبال إلى الهند قد اختطفت في 24 ديسمبر 1999 على يد خمسة مسلحين من جماعة حركة المجاهدين المرتبطة بالقاعدة. وافادت الانباء ان الخاطفين قالوا للقبطان طير ببطء وطير بحذر، ما من عجلة في الأمر. علينا أن نعطي الهند هدية الألفية، حيث تم توقيت انفجار قنبلة في غرفة شحن الطائرة في منتصف الليل، 31 ديسمبر 1999. وهبطت الطائرة في نهاية المطاف في قندهار التي تسيطر عليها طالبان في أفغانستان. وفي 31 ديسمبر، وافقت الهند على إطلاق سراح ثلاثة من المسلحين الأسرى في مقابل ما يقرب من 200 من الركاب والطاقم المحتجزين كرهائن.

### اشتباكات لبنان وسوريا
في 30 ديسمبر 1999، شنت مجموعة من 300 متطرف إسلاميين هجمات ضد قوات الجيش اللبناني في قضاء الضنية في شمال لبنان. وكانت الجماعة التي تقف وراء الهجوم، والتي تطلق على نفسها اسم جماعة التكفير والهجرة المؤمنة ب‍عقيدة الهلاك، تحت قيادة بسام كنج، وهو من المقربين من رائد حجازي والذي كان قد أتهم بتورطه في مخططات تفجير الأردن. وكان كنج قد التقى حجازي في معسكر خلدن التدريبي في أفغانستان، ثم عمل لاحقا في شركة بوسطن لسيارات الأجرة في الولايات المتحدة في التسعينات. واستمر القتال ثمانية أيام، وأسفر عن مقتل 11 جنديا وخمسة مدنيين و28 إسلاميا.
الاشتباكات في لبنان الذي كان تحت الاحتلال السوري في ذلك الوقت تلت اشتباكات في سوريا بين قوات الأمن السورية والإسلاميين، الذين أتهم بعضهم بالتسلل إلى البلاد من الأردن والمملكة العربية السعودية، والتي بدأت في 30 ديسمبر عندما نصب كمين لعدد من عناصر المخابرات السورية وقتلوا. واستمرت الاشتباكات أربعة أيام في دمشق وحمص والقرى المجاورة لها، وزعمت جماعة حزب التحرير أن 1,200 من أعضائها قد اعتقلوا بحلول يناير 2000.

### محاولة تفجير يو إس إس سوليفانز
وفي اليمن، حاول عناصر من تنظيم القاعدة تفجير السفينة الحربية يو إس إس سوليفانز أثناء قيامها بالتزود بالوقود في عدن بقارب محمل بالمتفجرات. ونشر إرهابيون قاربا محملا بقنابل في 3 يناير عام 2000، بيد ان القارب المفخخة غرق قبل تفجيره.
وفي عام 2003، وجهت إلى جمال محمد البدوي و‌فهد القوصو غيابيا تهمة القيام بدورهما المزعوم في عدة أعمال إرهابية، بما في ذلك محاولة تفجير سوليفانز. وفي عام 2011، أتهم عبد الرحيم النشيري، المعتقل في غوانتانامو، بالتخطيط للهجوم على سوليفانز إلى جانب هجمات أخرى ويواجه عقوبة الإعدام.

## التبعات

### التحقيق
خلال وجوده في السجن، كشف رسام ان خلايا للقاعدة نائمة موجودة داخل الولايات المتحدة. وقد وردت هذه المعلومات في الموجز اليومي للرئيس التي قدمت إلى الرئيس جورج بوش في 6 أغسطس 2001 بعنوان بن لادن مصمم على ضرب الولايات المتحدة.
يذكر ان الوكيل الخاص لمكتب التحقيقات الفيدرالي ورئيس جهاز مكافحة الإرهاب جون بي أونيل الذي كان محوريا في تحقيق القاعدة في اواخر التسعينات ومخطط الالفية، ومن ثم اشتبه في وجود خلايا نائمة في الولايات المتحدة، قد لقى مصرعه في هجمات 11 سبتمبر عام 2001 كرئيس لامن مركز التجارة العالمي. وكان اونيل قد بدأ عمله الجديد في 23 أغسطس قبل أقل من شهر من وقوع الهجوم بعد ان أجبر على ترك المكتب.
وفي 19 يوليو 2004، كشف النقاب عن أن وزارة العدل الأمريكية كانت تحقق مع ساندي بيرغر، مستشارة الأمن القومي السابق في إدارة كلينتون، بشأن إزالة وثائق سرية دون إذن في أكتوبر 2003 من غرفة قراءة للمحفوظات الوطنية قبل الإدلاء بشهادتها أمام لجنة 11/9. كانت الوثائق خمس نسخ سرية من تقرير واحد صدر بتكليف من ريتشارد ايه كلارك يغطي التقييمات الداخلية لتعامل إدارة كلينتون مع هذه المؤامرات. وقال أحد معاوني بيرغر ان بيرغر اخذت نسخة واحدة في سبتمبر 2003 وأربع نسخ في أكتوبر 2003.

### الهجمات
بعد الهجوم الفاشل على السفينة الأمريكية سوليفانز، حاولت القاعدة مرة أخرى شن نفس الهجوم في عدن باليمن. وقد فجروا المدمرة يو إس إس كول بنجاح في 12 أكتوبر 2000 في هجوم أسفر عن مقتل 17 بحارا أمريكيا.
وكان فندق راديسون ساس في عمان، الأردن، الذي كان هدفا لمخطط هجمات الألفية، واحدا من ثلاثة فنادق في المدينة تعرضت للتفجير من قبل تنظيم القاعدة في عام 2005. وقتل 38 شخصا في التفجير الذي كان الأكثر دموية في الفنادق الثلاث التي تعرضت للهجوم.

## وصلات خارجية
- "2000 Millennium Bomb Plots", collection of articles in The New York Times
- "Trail of a Terrorist", about Ahmed Ressam and millennium attack plots by PBS Frontline